# Eusceptis trilinea
Eusceptis trilinea là một loài bướm đêm trong họ Noctuidae.